# Éric Demarsan
Éric Demarsan (parfois écrit Éric de Marsan) est un compositeur de musique de film français, né le 2 octobre 1938 à Paris.

## Biographie

### Enfance et formation
Né Jean-Claude Raymond Roger Beyer, le jeune Éric Demarsan découvre le cinéma (et la musique de film) en visionnant deux épisodes de Zorro dans le cinéma Vox de son quartier à Épinay-sur-Seine. Vers l'âge de 12 ans, le garçon décide de devenir musicien après avoir écouté un pianiste de bar terminer son morceau par un grand glissando qui l'avait émerveillé,,. Il prend ensuite des cours de piano auprès de sa grand-mère artiste-peintre et d'un professeur de quartier. Peu désireux que son fils embrasse une carrière dans la musique, son père le pousse à entreprendre des études commerciales,, mais l'adolescent commence tout de même l'apprentissage de l'harmonie, fugue et composition avec des professeurs privés sans passer par le conservatoire,. Il bénéficie notamment de l'enseignement du compositeur Julien Falk qui lui apprend le contrepoint et l'orchestration.
Vers 18 ans, il commence une carrière de pianiste accompagnateur dans les bars et boîtes de nuit de Montmartre à Paris, où il rencontre des personnalités comme Henri Salvador, Bernard Dimey et le compositeur Michel Magne avec lesquels il joue et écrit ses premiers morceaux. Après son service militaire, il travaille comme pianiste d'édition pour le label Disques Vogue chez qui il signe la musique de quelques chansons et réalise ses premiers arrangements pop ou variétés.
Très demandé à l'époque, Michel Magne lui propose alors d'arrêter ce travail ingrat pour rejoindre son équipe d'orchestrateurs,. De 1965 à 1967, c'est Magne qui lui apprendra toutes les ficelles de la composition musicale pour le cinéma,, et notamment la façon de bien structurer une partition.
En 1967, le musicien fait la rencontre du célèbre François de Roubaix par l'intermédiaire de son ami Bernard Gérard (qui fut aussi l'un des fidèles collaborateurs de Michel Magne). Faute de temps pour la réaliser lui-même, Bernard Gérard lui confie l'orchestration de la bande originale du film Le Samouraï, écrite par François de Roubaix,. La même année, ce dernier fait également appel à lui pour orchestrer la partition de Diaboliquement vôtre, et un peu plus tard, celle de la série télévisée Les Chevaliers du ciel. C'est grâce à De Roubaix que le musicien a pris goût aux mariages de timbres insolites.

### Carrière au cinéma et à la télévision
C'est lors de l'enregistrement au studio Davout de la bande originale du film Le Samouraï (composée par François de Roubaix), au cours duquel Demarsan dirigeait l'orchestre, que ce dernier croise le réalisateur Jean-Pierre Melville, qui lui lance alors : « On se reverra certainement, monsieur d'Marsan ! ». Un an après, Melville convoque Demarsan pour lui confier la musique de L'Armée des ombres,. Pour ce long-métrage de 1969 rendant hommage aux grandes figures de la résistance intérieure française, le compositeur a fait le choix d'éviter une écriture trop lyrique et a préféré opter pour la retenue, tout en utilisant à la fois une formation symphonique, un accordéon et des instruments légèrement anachroniques par rapport à l'époque décrite dans le film comme l'orgue Hammond et la guitare électrique. La bande originale minimaliste de L'Armée des ombres comporte également un extrait des Spirituals for String Choir and Orchestra (1941) du compositeur américain Morton Gould, pièce symphonique utilisée par Jean-Pierre Melville pour une scène de son film, et qui illustre aussi le célèbre générique des Dossiers de l'écran sur Antenne 2.

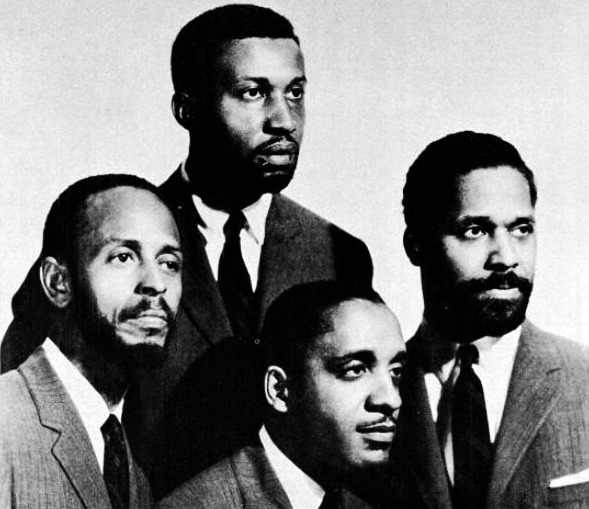
Le style épuré du Modern Jazz Quartet a influencé la musique du Cercle rouge.

 Grâce à ce premier travail pour le grand écran en tant que compositeur en titre, Demarsan gagne la confiance de Jean-Pierre Melville, qui, en 1970, l'appelle en urgence pour remplacer Michel Legrand qui devait initialement écrire la musique du Cercle rouge. Pour ce film policier, le musicien imagine un thème de jazz minimaliste très inspiré par celui du film Le Coup de l'escalier composé par John Lewis, le pianiste du Modern Jazz Quartet, . Ces  deux premiers travaux pour Melville sont particulièrement emblématiques de l'esthétique générale de Demarsan. Arrangeur de formation et peu porté sur les mélodies, le compositeur s'attache surtout à trouver une instrumentation la plus adaptée au sujet traité. En outre, Demarsan se définit volontiers comme un « homme de l'ombre » qui accepte avec modestie de se plier aux désirs des réalisateurs tout en reconnaissant connaître parfois une certaine dose de frustration. Ces qualités ont fait en sorte qu'il soit le seul compositeur à avoir pu travailler à deux reprises pour un réalisateur aussi exigeant que Jean-Pierre Melville, réputé pour avoir des rapports particulièrement conflictuels avec ses collaborateurs,.
En 1972, Jean-Pierre Melville ne le rappelle pas pour Un flic, mis en musique par Michel Colombier et qui restera le tout dernier film du cinéaste. Dès lors, Demarsan va travailler pour de nombreux autres réalisateurs, en particulier Jean-Pierre Mocky, Costa-Gavras ou Patrice Leconte. Très intrigué par l'univers iconoclaste de Jean-Pierre Mocky, il tente à plusieurs reprises de le contacter afin de lui proposer sa collaboration, souvent sans succès ; jusqu'au jour où ce dernier finit par accepter. À partir du film L'Ombre d'une chance, le compositeur deviendra un partenaire de travail régulier et les deux hommes deviennent amis. Demarsan se souvient que Mocky lui demandait à chaque fois une liste de morceaux à lui fournir en lui disant : « il me faut une minute trente de chœurs coptes, là une minute de tango, [etc.] », comme on fait une « liste de courses »,. Contrairement à celui de Melville, le cinéma de Mocky exigeait moins une musique de film proprement dite que des « musiques d'ambiance », voire presque des chansons instrumentales.
En 1975, il change complètement de registre en écrivant la bande originale du film Section spéciale de Costa-Gavras, un long métrage politique traitant de la période de l'occupation. Demarsan se souvient d'un réalisateur particulièrement investi et « très à l'écoute ». La même année, Christian Gion lui demande de mettre en musique sa comédie C'est dur pour tout le monde, suivie de Pétrole ! Pétrole ! et du Bourreau des cœurs. Pour ce cinéaste, Demarsan devait livrer surtout des thèmes très rapides et les plus rythmés possibles. Gion lui demandait toujours de lui écrire « un truc qui cavale ! » et le musicien se souvient également que « dans des thèmes plus lents ou plus romantiques, il lui fallait des tas d'arpèges ! ». Toujours en 1975, il s'inspire de Jean Wiener pour La Fille du garde-barrière, un long-métrage muet noir et blanc de Jérôme Savary co-écrit avec Roland Topor, où il imagine une longue suite orchestrale interprétée par l'Orchestre symphonique de Londres avec un piano soliste faussement improvisé. Pour ce film peu connu de Savary, Demarsan a composé un motif pour chaque personnage, et son thème principal évoque une « valse de mélodrame ».

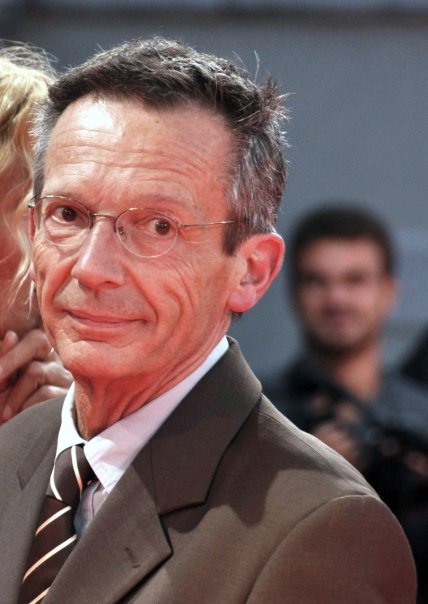
Sa collaboration avec Patrice Leconte a eu un impact important sur sa carrière.

 Particulièrement impressionné par le thriller La Traque de Serge Leroy, Demarsan contacte ce dernier à plusieurs reprises pour lui offrir ses services. Après une occasion manquée en 1977 sur Les Passagers, dont la partition est rejetée par le responsable de la Warner-Columbia Film au profit de celle de Claude Bolling,, il réussit à composer la musique de l'étrange Attention, les enfants regardent, produit en 1978 par l'acteur principal Alain Delon. Dans ce film en forme de conte à l'atmosphère à la fois enfantine et angoissante, on peut entendre un orchestre symphonique agrémenté d'un harmonica de verre, d'un clavecin et d'une chorale d'enfants. L'année suivante, il écrit la musique de Roberte de Pierre Zucca. Pour ce long métrage mettant en scène le peintre et écrivain Pierre Klossowski avec sa femme, Demarsan a écrit une musique de type « tango-jazz » en utilisant à la fois des cordes et des cuivres auxquels il a adjoint deux saxophones. À ce jour, ce travail constitue la composition dont il est le plus fier,.
Dans les années 1980, il compose les bandes originales de plusieurs films destinés au grand public, notamment 5 % de risque de Jean Pourtalé, pour lequel il écrit une partition métissant des cordes nerveuses aux sonorités typiques des synthétiseurs de l'époque, sans oublier L'Indiscrétion de Pierre Lary, dont le thème principal s'inspire d'Ennio Morricone, et le long métrage d'aventures Les Spécialistes de Patrice Leconte. C'est le journaliste Alain Lacombe qui a présenté Demarsan à Leconte,, car il était à ses yeux : « le seul compositeur français capable de travailler dans un esprit "à l'américaine" ». C'est vraiment à partir de ce film et grâce à Demarsan que Patrice Leconte s'est vraiment rendu compte de l'importance de la bande originale dans un long-métrage,. Enregistrée dans le célèbre Studio Forum (fondé par Morricone et d'autres compositeurs), la bande originale du film Les Spécialistes mêle la tradition symphonique à l'énergie du rock, et fait partie de ses travaux les plus importants.
Au cours des années 1990, il se tourne de plus en plus vers la télévision, pour laquelle il avait déjà travaillé dès 1968 en écrivant la musique du feuilleton Sébastien parmi les hommes, et ce juste avant de composer la partition de L'Armée des ombres,. Il travaille notamment auprès de Pierre Granier-Deferre (La dernière fête en 1996) puis Jacques Deray (Clarissa en 1998, puis On n'a qu'une vie en 2000), deux réalisateurs avec lesquels il désirait collaborer depuis longtemps. Pour la série documentaire La Légende des sciences imaginée par le philosophe Michel Serres, le réalisateur Robert Pansard-Besson demande au compositeur d'écrire sept thèmes sans que ce dernier puisse voir les images qu'il devait illustrer. Demarsan a finalement conçu une musique pleine de lyrisme et parfois teintée de touches impressionnistes, dont l'exécution a exigé un important orchestre.
Dans les années 2000, il est contacté par le réalisateur Guillaume Nicloux qui, après avoir découvert son travail grâce à la réédition CD de la bande originale de L'Armée des ombres,, lui confie d'abord la musique de deux films policiers baignant dans une atmosphère quasi fantastique : Une affaire privée (2002) et Cette femme-là (2003). Leur complicité s'est ensuite prolongée sur Le Concile de pierre (2006) jusqu'à The End (2016).
Il entame ensuite une longue collaboration avec Hervé Hadmar qui débute avec la mini-série Les Oubliées diffusée sur France 3 en 2008. D'autres séries suivront comme Pigalle, la nuit (avec le saxophoniste Archie Shepp) qui sort l'année suivante sur Canal+, Signature en 2011 ou encore la longue série policière Les Témoins entre 2014 et 2017.

### Autres activités
Éric Demarsan a également composé pour des publicités, notamment pour Patrice Leconte, et a écrit de nombreuses chansons dont L'oiseau extraite du feuilleton Sébastien parmi les hommes,. Passionné par certaines innovations de la musique pop comme celles des Beatles, il réalise l'album Pop Symphony en 1970 sous le pseudonyme de Jason Havelock,. Très marqué par le rock progressif des Procol Harum, Pink Floyd et King Crimson, il s'agit de l'unique essai de ce type par le compositeur, qui désirait également écrire une Symphonie pour cœur et orchestre en utilisant des sons de rythmes cardiaques.
Il crée également la musique de plusieurs spectacles son et lumière dont Ainsi Blois vous est conté (1992) pour le château de Blois. Mis en scène par André Blanc, ce spectacle historique proposant des textes d'Alain Decaux lus par Robert Hossein, Fabrice Luchini et Pierre Arditi a été réalisé à l'initiative de Jack Lang, alors ministre de la Culture et maire de Blois. En 1993, il compose aussi la musique du spectacle Le Théâtre d'Eau pour le Puy du Fou.

## Filmographie

### Cinéma

#### Longs métrages
- 1969 : L'Armée des ombres de Jean-Pierre Melville
- 1970 : Le Cercle rouge de Jean-Pierre Melville
- 1971 : L'Humeur vagabonde d'Édouard Luntz
- 1973 : La Sainte Famille de Pierre Koralnik
- 1974 : L'Ombre d'une chance de Jean-Pierre Mocky
- 1974 : La Rage au poing d'Éric Le Hung
- 1974 : Section spéciale de Costa-Gavras
- 1975 : La Papesse de Mario Mercier
- 1975 : L'Ibis rouge de Jean-Pierre Mocky
- 1975 : C'est dur pour tout le monde de Christian Gion
- 1975 : La Fille du garde-barrière de Jérôme Savary
- 1976 : Les Mal Partis de Sébastien Japrisot
- 1976 : Perversions de Raphaël Delpard
- 1976 : Demain les mômes de Jean Pourtalé
- 1977 : Le Roi des bricoleurs de Jean-Pierre Mocky
- 1977 : Dernière sortie avant Roissy de Bernard Paul
- 1978 : Pauline et l'Ordinateur de Francis Fehr
- 1978 : Ne pleure pas de Jacques Ertaud
- 1978 : Attention, les enfants regardent de Serge Leroy
- 1978 : Ça va pas la tête de Raphaël Delpard
- 1979 : Roberte de Pierre Zucca
- 1980 : 5 % de risque de Jean Pourtalé
- 1981 : Plein sud de Luc Béraud
- 1981 : Pétrole ! Pétrole ! de Christian Gion
- 1982 : L'Indiscrétion de Pierre Lary
- 1983 : Debout les crabes, la mer monte ! de Jean-Jacques Grand-Jouan
- 1983 : Le Bourreau des cœurs de Christian Gion
- 1983 : Un bon petit diable de Jean-Claude Brialy
- 1985 : Les Spécialistes de Patrice Leconte
- 1985 : Moi vouloir toi de Patrick Dewolf
- 1988 : Juillet en septembre de Sébastien Japrisot
- 1998 : Vidange de Jean-Pierre Mocky
- 2000 : Tout est calme de Jean-Pierre Mocky
- 2000 : La Candide Madame Duff de Jean-Pierre Mocky
- 2001 : La Bête de miséricorde  de Jean-Pierre Mocky
- 2002 : Une affaire privée de Guillaume Nicloux
- 2003 : Cette femme-là de Guillaume Nicloux
- 2006 : Le Concile de pierre de Guillaume Nicloux
- 2008 : Lucifer et moi de Jean-Jacques Grand-Jouan
- 2016 : The End de Guillaume Nicloux

#### Courts métrages
- 1976 : Jean Thomas d'Yves Rousset-Rouard
- 1983 : Ballades de Catherine Corsini
- 2005 : Quatre bouts de bois de Matt Beurois
- 2006 : Une simple histoire d'amour de Jean-Luc Mathieu
- 2011 : Last Blood de Frédérick Vin
- 2012 : Du poil de la bête de Sylvain Drécourt

### Télévision

#### Séries télévisées
- 1968 : Sébastien parmi les hommes de Cécile Aubry
- 1988 : Ray Bradbury présente (2 épisodes)
- 1988-1990 : Haute Tension (3 épisodes)
- 1990 : Le Gorille (1 épisode)
- 1991 : Sentiments (1 épisode)
- 1992 : Bonne chance Frenchie (3 épisodes)
- 1993 : Des héros ordinaires (1 épisode)
- 1997 : Un siècle d'écrivains (série documentaire) (1 épisode)
- 1997 : La Légende des sciences (série documentaire)
- 2007 : Les Oubliées de Hervé Hadmar (mini-série en 6 épisodes)
- 2009 : Pigalle, la nuit de Hervé Hadmar (mini-série)
- 2010 : Signature de Hervé Hadmar(6 épisodes)
- 2016 : Au-delà des murs (mini-série) de Hervé Hadmar (mini-série en 3 épisodes)
- 2014-2017 : Les Témoins de Hervé Hadmar (14 épisodes)
- 2020 : Romance (6 épisodes)
- 2022 : Notre-Dame, la part du feu de Hervé Hadmar (6 épisodes)

#### Téléfilms
- 1974 : La Reine de Saba de Pierre Koralnik
- 1975 : La Mort d'un guide de Jacques Ertaud
- 1981 : La Nonne sanglante de Bernard Maigrot
- 1990 : L'Homme qui a vu l'homme qui a vu l'ours (téléfilm documentaire)
- 1993 : L'Éternel Mari de Denys Granier-Deferre
- 1993 : Jeux d'enfants de Michel Léviant
- 1993 : La Treizième Voiture d'Alain Bonnot
- 1994 : Parfum de meurtre de Bob Swaim
- 1995 : Bébé coup de foudre de Michel Lang
- 1996 : La Dernière Fête de Pierre Granier-Deferre
- 1997 : Les Mystères de Sadjurah de Denys Granier-Deferre
- 1998 : Clarissa de Jacques Deray
- 2000 : On n'a qu'une vie de Jacques Deray
- 2012 : L'Affaire Gordji : Histoire d'une cohabitation de Guillaume Nicloux
- 2013 : Berthe Morisot de Caroline Champetier
- 2020 : Melville, le dernier samouraï (téléfilm documentaire) de Cyril Leuthy

### Vidéos
- 2005 : Qui veut la peau d'Olivier Marchal ? (documentaire) de François-Régis Jeanne
- 2010 : Au cœur de (la série) Pigalle (documentaire) de Pierre-Yves Touzot

## Distinctions

### Récompenses
- 2012 : Grand Prix de la musique pour l’image[60]

#### Ouvrages
- Alain Lacombe et François Porcile, Les musiques du cinéma français, Paris, Bordas, 1995, 328 p. (ISBN 978-2-04019-792-6).
- Jean-François Houben, 1 000 compositeurs de cinéma, Paris, Le Cerf/Corlet, coll. « Septième Art », 2002 (ISBN 2-204-06989-2), p. 191-192.
- Vincent Perrot, B.O.F. : Musiques et compositeurs du cinéma français, Paris, Dreamland, 2002, 304 p. (ISBN 2-910027-93-7).
- Gérard Dastugue, « Entretien avec Eric Demarsan », dans Jérôme Rossi (dir.), La musique de film en France : courants, spécificités, évolutions, Lyon, Editions Symétrie, 2016 (ISBN 978-2-914373-98-2), p. 389-391.
- Thierry Jousse, Dictionnaire enchanté de la musique au cinéma, vol. I, Marest éditeur, 2022 (ISBN 979-10-96535-27-9), « Demarsan, Éric », p. 189-194.

#### Articles
- Natacha Henry, « Demarsan, la musique du polar », Synopsis, no 18,‎ mars-avril 2002, p. 100-101 (ISSN 1291-2328).
- Christophe Conte, « À cœur vaillant… : rencontre avec Eric Demarsan », Les Inrockuptibles, hors-série « L'histoire des musiques de films »,‎ 2018, p. 42-43 (ISSN 0298-3788).
- Sylvain Lefort, « Entretien avec Eric Demarsan : "La musique accompagne un état psychologique" », Revus & Corrigés, no 9,‎ 2020, p. 50-57 (ISSN 2609-9942).